# Comperia hirsuta
Comperia hirsuta är en stekelart som beskrevs av Annecke 1969. Comperia hirsuta ingår i släktet Comperia och familjen sköldlussteklar. Inga underarter finns listade i Catalogue of Life.